# Biserica de lemn din Călinești-Enache
Biserica de lemn „Sfântul Dumitru” din Călinești-Enache este un lăcaș de cult ortodox construit în anul 1794 în satul Frătăuții Vechi și strămutat în anul 1884 în satul Călinești-Enache din comuna Dărmănești (județul Suceava). Edificiul religios se află în centrul satului și are hramul „Sfântul Dumitru”, sărbătorit la data de 26 octombrie.
Biserica de lemn din Călinești-Enache a fost inclusă pe Lista monumentelor istorice din județul Suceava din anul 2015 la numărul 222, având codul de clasificare cod LMI SV-II-m-B-05507.

## Istoricul bisericii
Prima atestare documentară a satului Călinești-Enache datează de la 5 iunie 1634, când a fost cumpărat de logofătul Tăutu de la Ionașcu Stroici. În jurul anului 1776, moșia satului era stăpânită de boierii Enache și Cuparencu. Astfel, jumătate din sat se numea Călineștii lui Enache, iar cealaltă jumătate Călineștii lui Cuparencu.
Biserica de lemn din Călinești-Enache a fost construită la sfârșitul secolului al XVIII-lea în satul Frătăuții Vechi, unele lucrări menționând anul 1794 ca an al construcției, deși nu există atestări documentare precise care să confirme această dată. Biserica avea inițial dimensiuni mult mai mici, fiind formată dintr-un pronaos („tinda muierilor”), naos și altar. Delimitarea dintre pronaos și naos se făcea doar printr-un perete fals, acoperit cu icoane.
Conform tradiției locale, biserica a fost donată în anul 1884 de către sătenii din Frătăuții Vechi (unde se construise o biserică nouă în 1881) și strămutată în Călinești-Enache, unde a fost reclădită pe un teren dăruit de Nicolae Cârstea. Cu această ocazie, monumentul a fost modificat prin adăugarea unui pronaos și a unei turle false pe naos, dezaxată față de absidele laterale. Intrarea în biserică a fost mutată cu acest prilej în prelungirea pronaosului, la 1,70 metri de cea inițială, fosta intrare fiind blocată la partea inferioară și transformată în fereastră. Iconostasul a fost donat de biserica din Bălcăuți.
În curtea bisericii se intră printr-o poartă de zid care are la etaj o clopotniță și tot aici se află un turn clopotniță de lemn de culoare galbenă, precum și un praznicar.
În curtea bisericii, pe partea estică, în apropierea altarului, se găsesc două morminte. Primul este al căpitanului Teodor Pauliuc (1900–1939), erou al Armatei Române, iar al doilea mormânt este al Ioanei Divisevici (1995–2003), fiica preotului paroh Orlando Divisevici. 

## Arhitectura bisericii

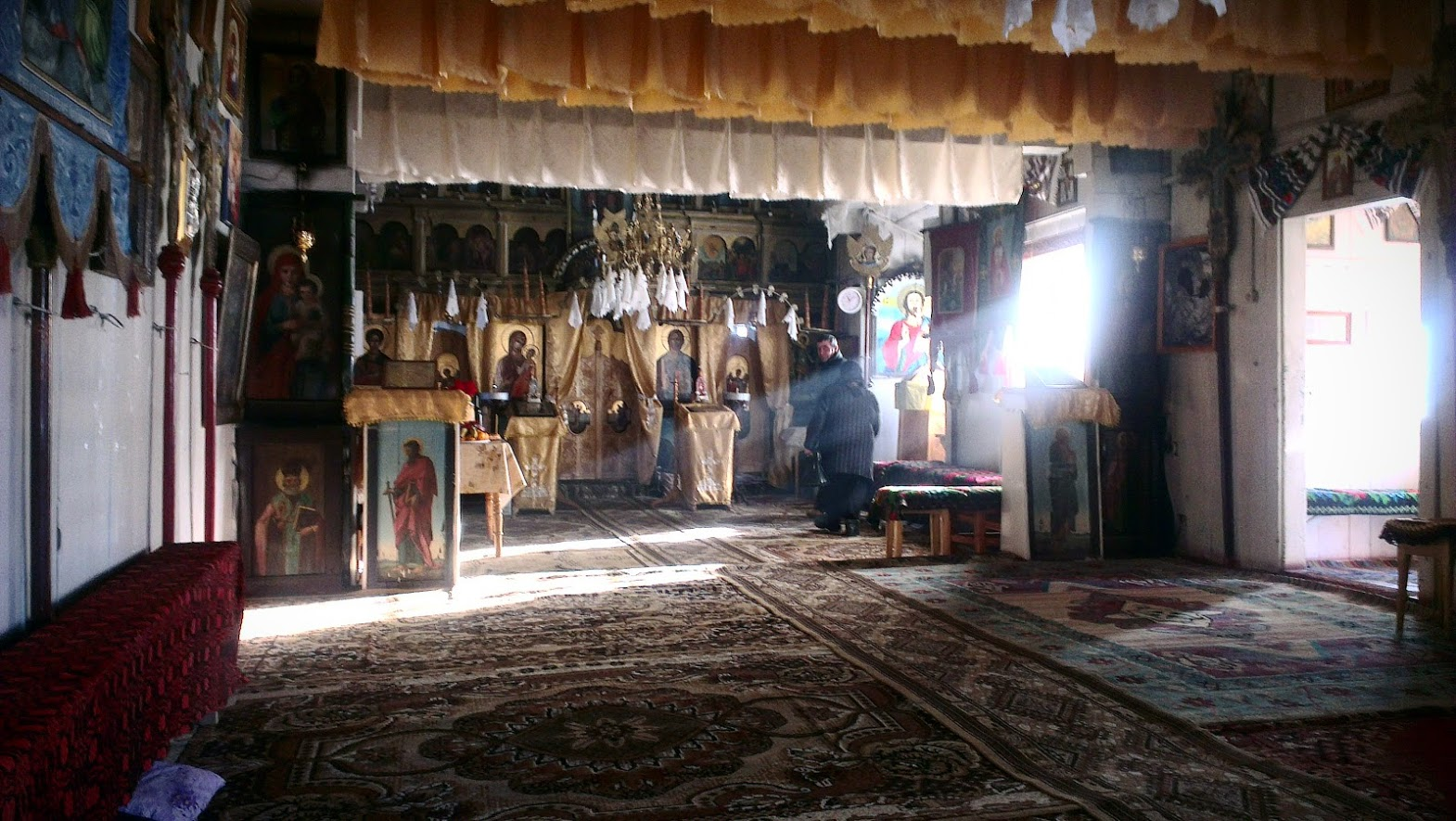
Interiorul bisericii de lemn

Biserica de lemn din Călinești-Enache este construită din bârne de brad, cioplite și îmbinate în „cheotori”. Pereții din bârne sunt placați în interior și în exterior cu scânduri vopsite în culoarea albă. Ea are un soclu de piatră înălțat pentru protejarea tălpilor, din cauza faptului că terenul pe care s-a construit biserica este ușor denivelat. Inițial acoperită cu șindrilă, biserica are în prezent învelitoare din tablă. Acoperișul este în pante repezi și cu o ușoară frângere spre bază.
Monumentul are formă treflată (plan triconc), cu absida altarului pentagonală nedecroșată și cu pridvor adăugat recent pe latura de sud. Între elementele decorative ale bisericii este o bârnă cioplită în formă de frânghie susținută pe toată lungimea sa de un registru de denticuli, care înconjoară construcția în exterior. Se observă o lipsă de continuitate a frânghiei (în special pe latura de nord) în peretele nou ce închide zona mărită a pronaosului.
În interior, biserica este împărțită în patru încăperi: pridvor, pronaos, naos și altar. În biserică se intră printr-un pridvor aflat pe latura de sud.
Pronaosul este de formă dreptunghiulară (5,65x3,50 metri) și are o fereastră pe latura de vest (0,85x1,15 metri). La partea superioară, el are o boltă semicilindrică. Între pronaos și naos se află un perete despărțitor cu trei deschideri inegale. Pe toată lungimea acestui perete se află o bandă decorată cu motive geometrice executate stângaci. Naosul are trei ferestre: câte o fereastră în axele absidelor laterale, care au fost lărgite la dimensiunile de 0,85x1,15 metri și o fereastră de aceleași dimensiuni formată prin blocarea fostului acces de pe latura sudică. El are o boltă semicilindrică până la absidele laterale, care sunt acoperite cu un tavan ușor înclinat.
Altarul are o absidă de formă pentagonală, nedecroșată și trei ferestre dreptunghiulare (0,85x1,15 metri) situate, simetric, în laturile poligonului. Catapeteasma este avansată, neexistând proscomidiar și diaconicon. Deasupra altarului se află o boltă semicilindrică alcătuită din arce construite prin asamblarea mai multor segmente curbe, fixate în cuie de lemn.

## Imagini

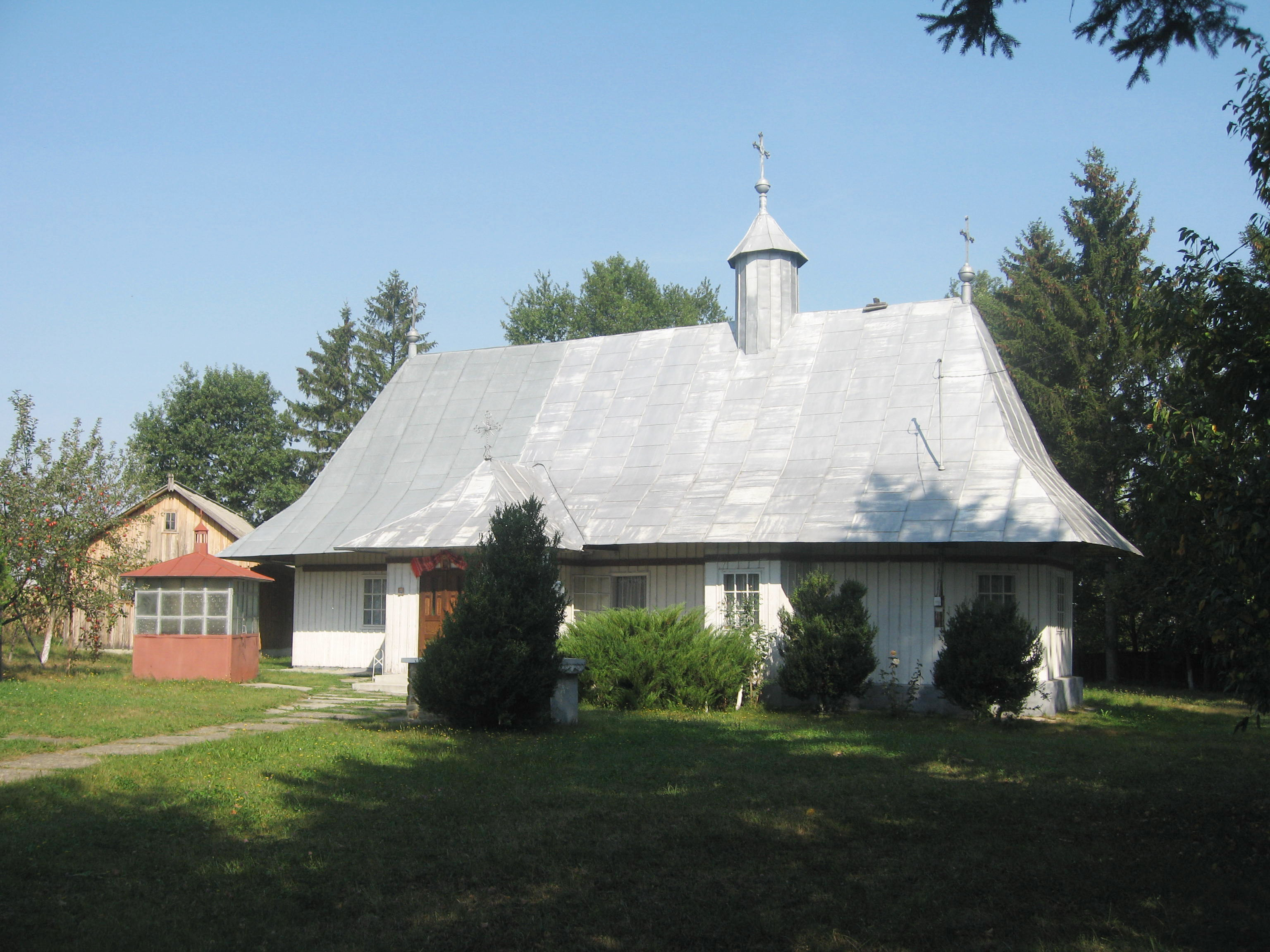
Biserica pe latura sud-estică
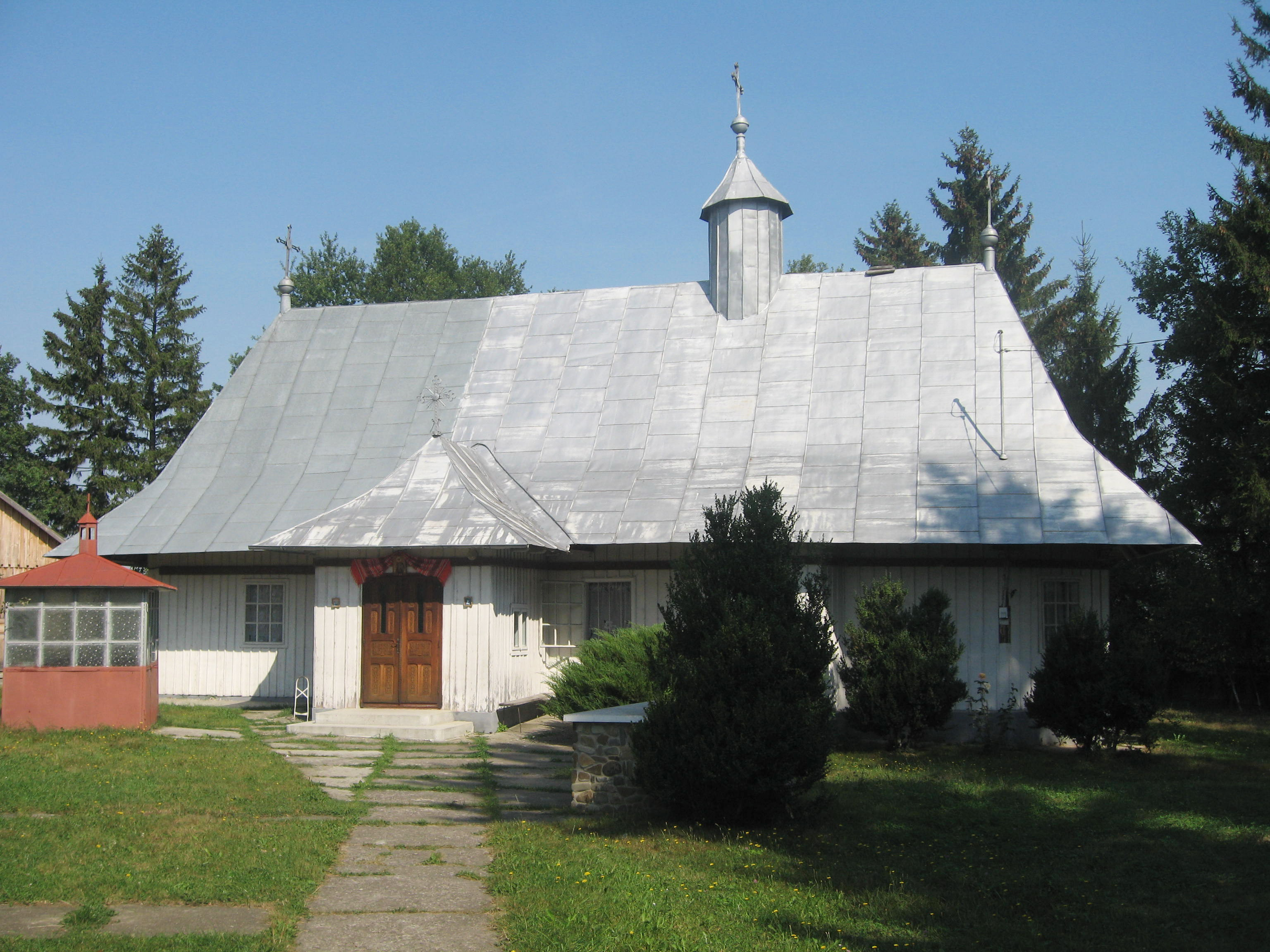
Biserica pe latura sudică
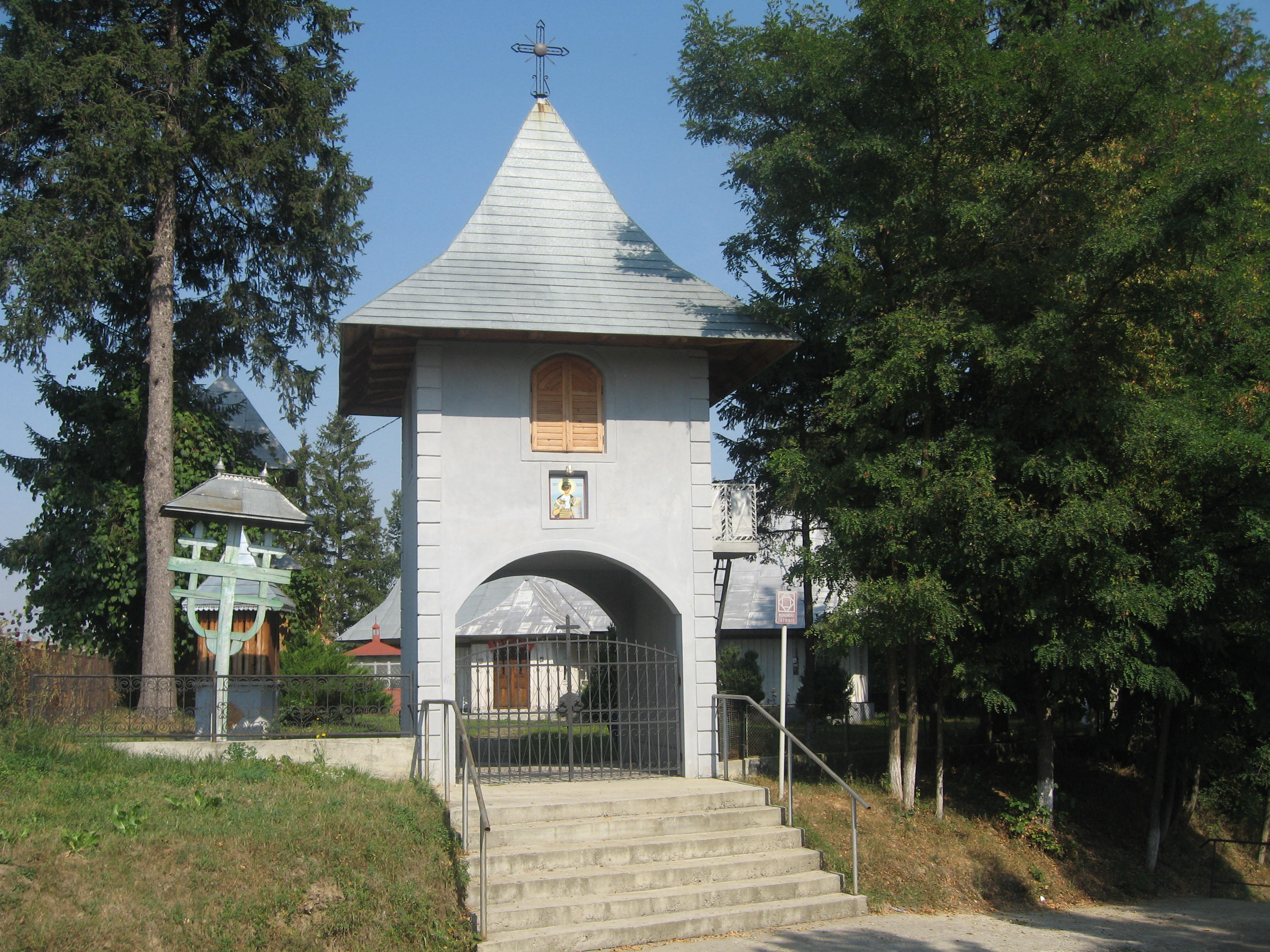
Poarta de intrare în cimitirul bisericii
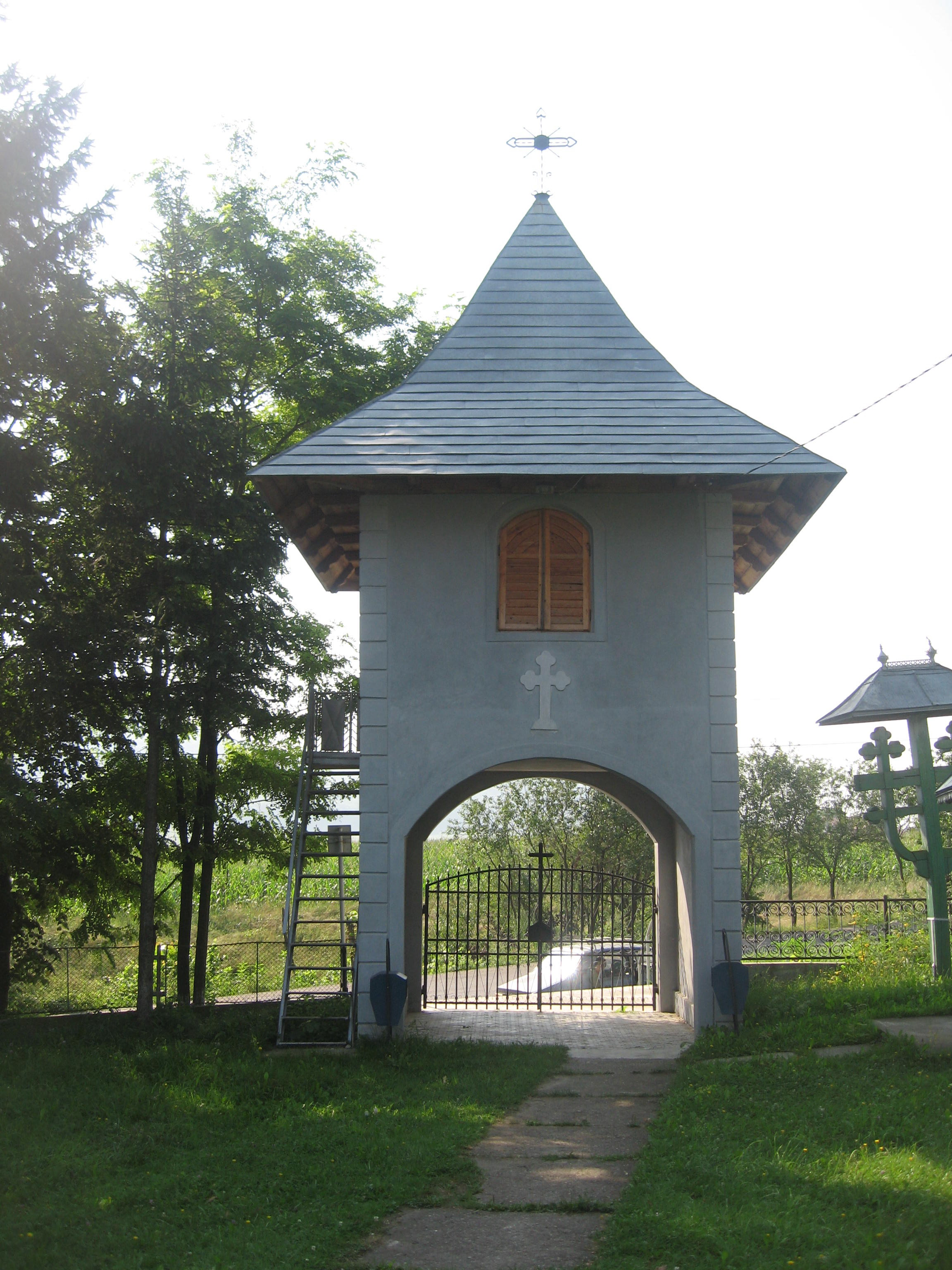
Poarta de intrare în cimitir văzută dinspre biserică
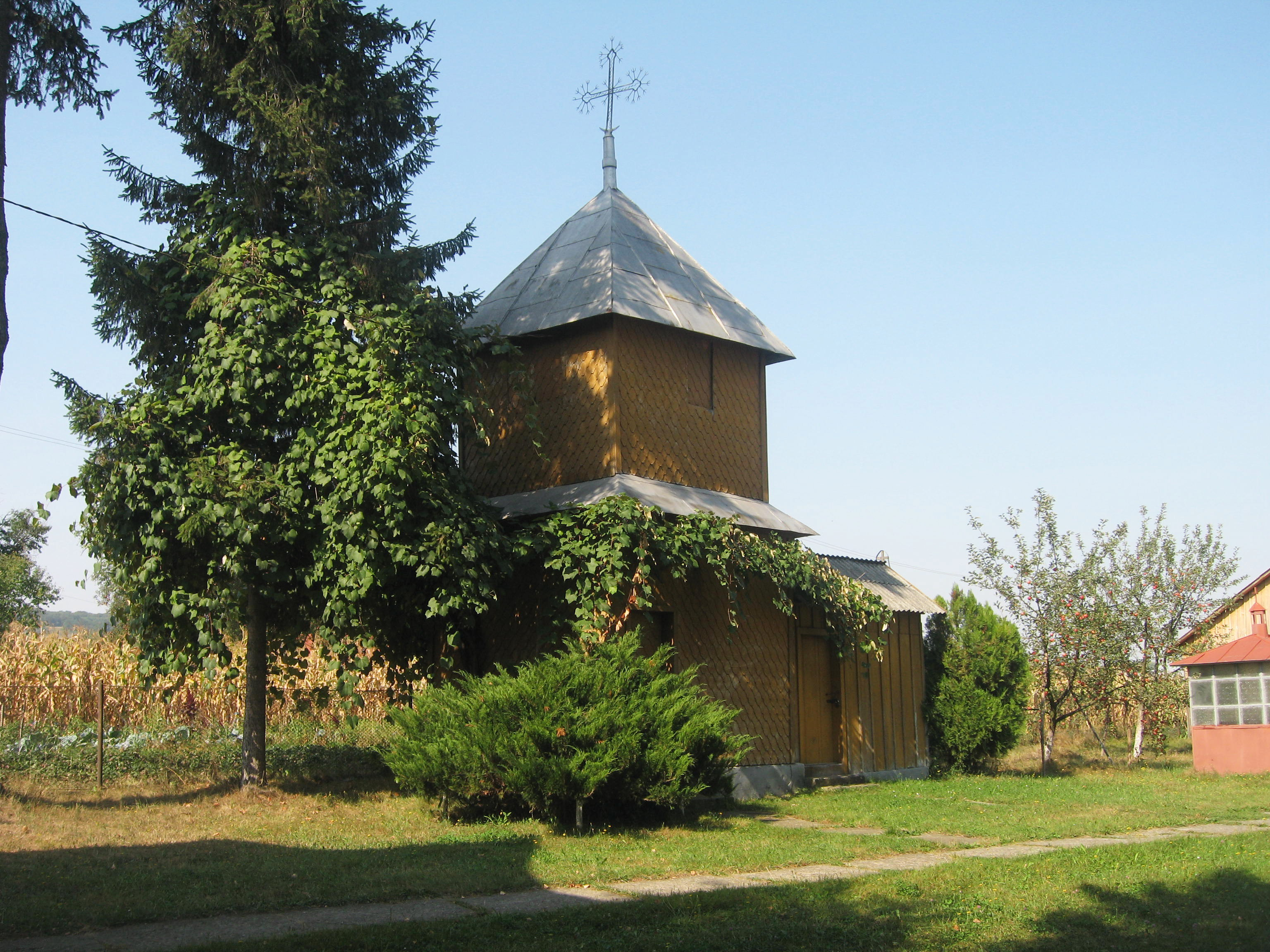
Turnul clopotniță din lemn
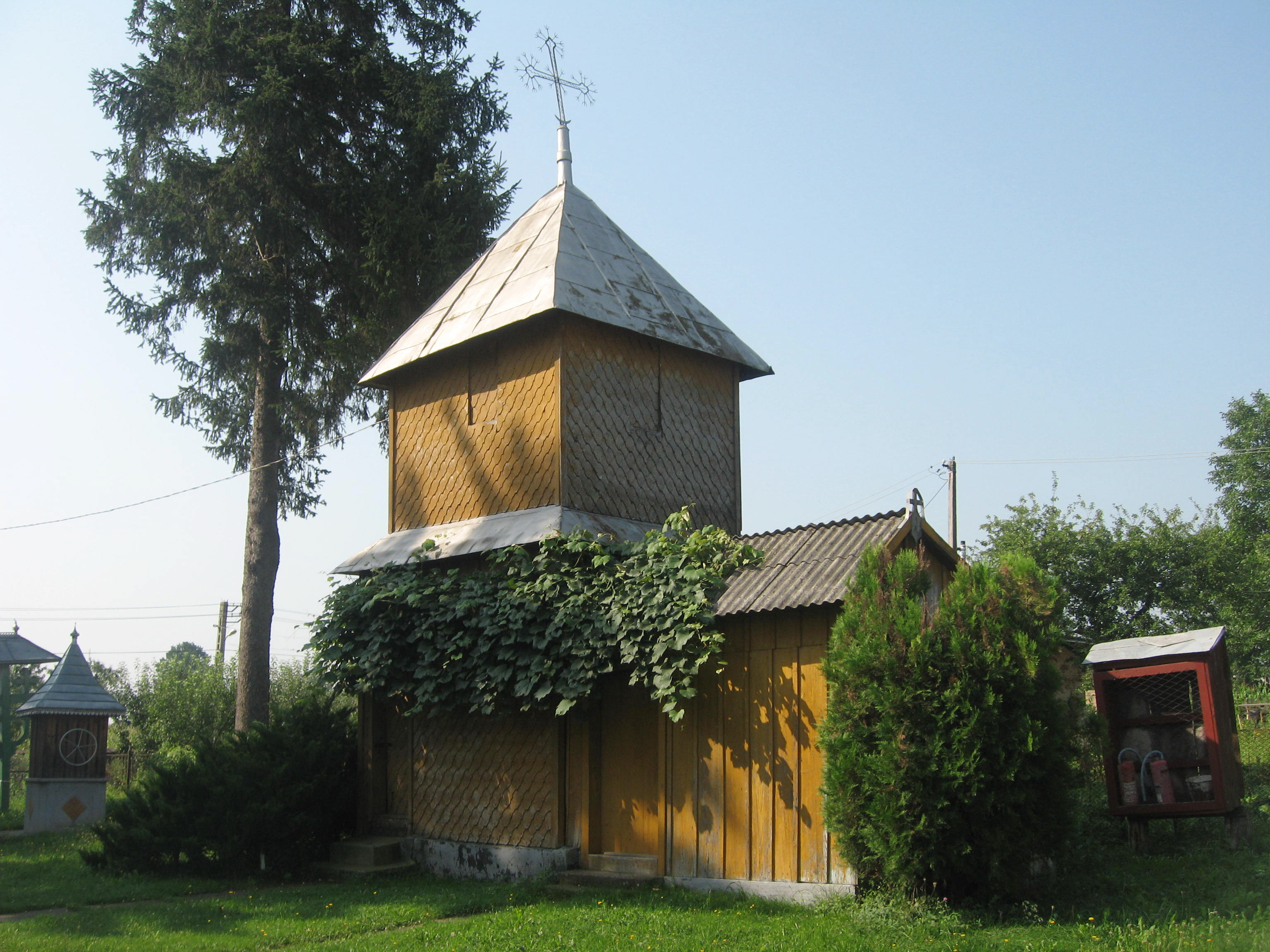
Turnul clopotniţă din lemn
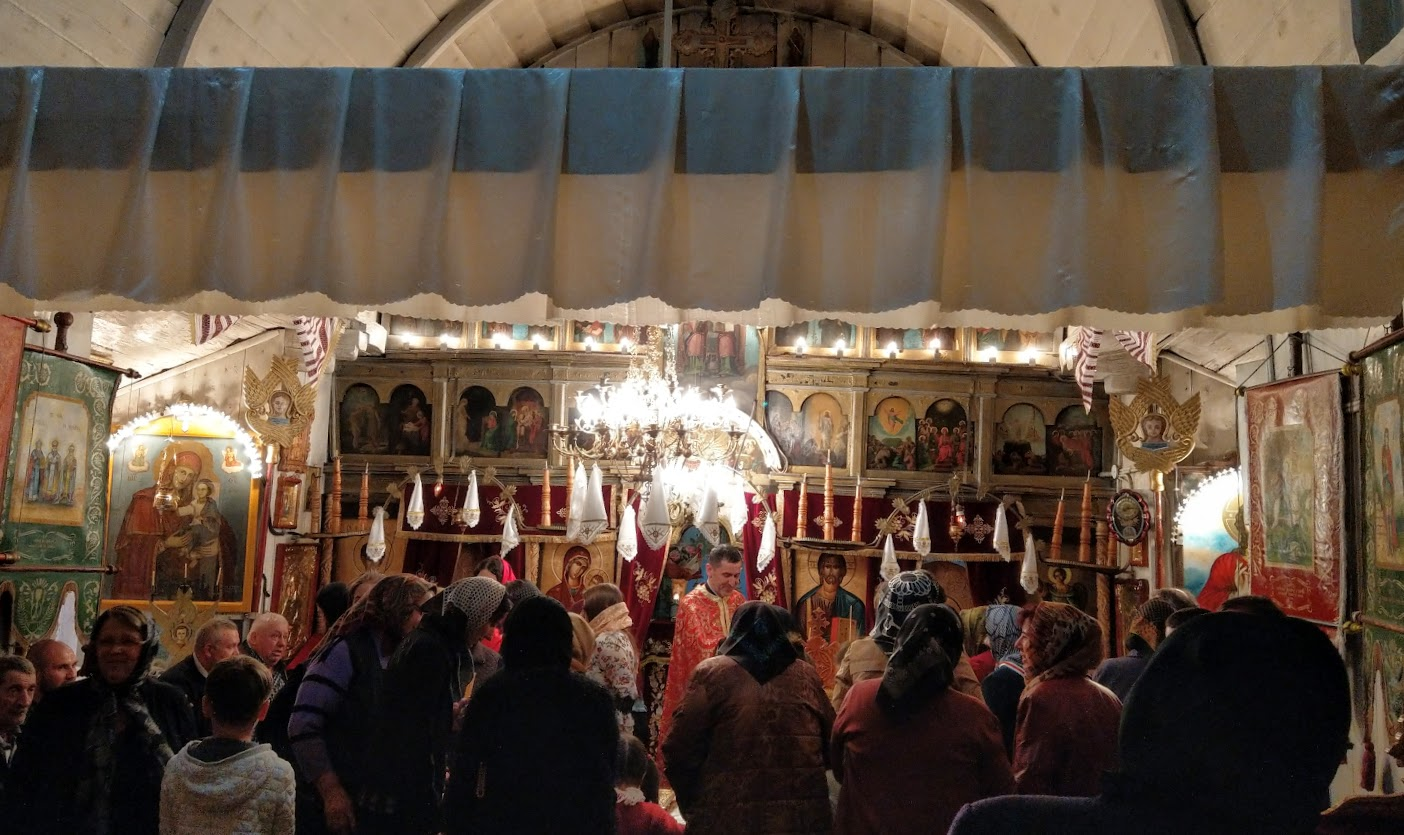
În interior
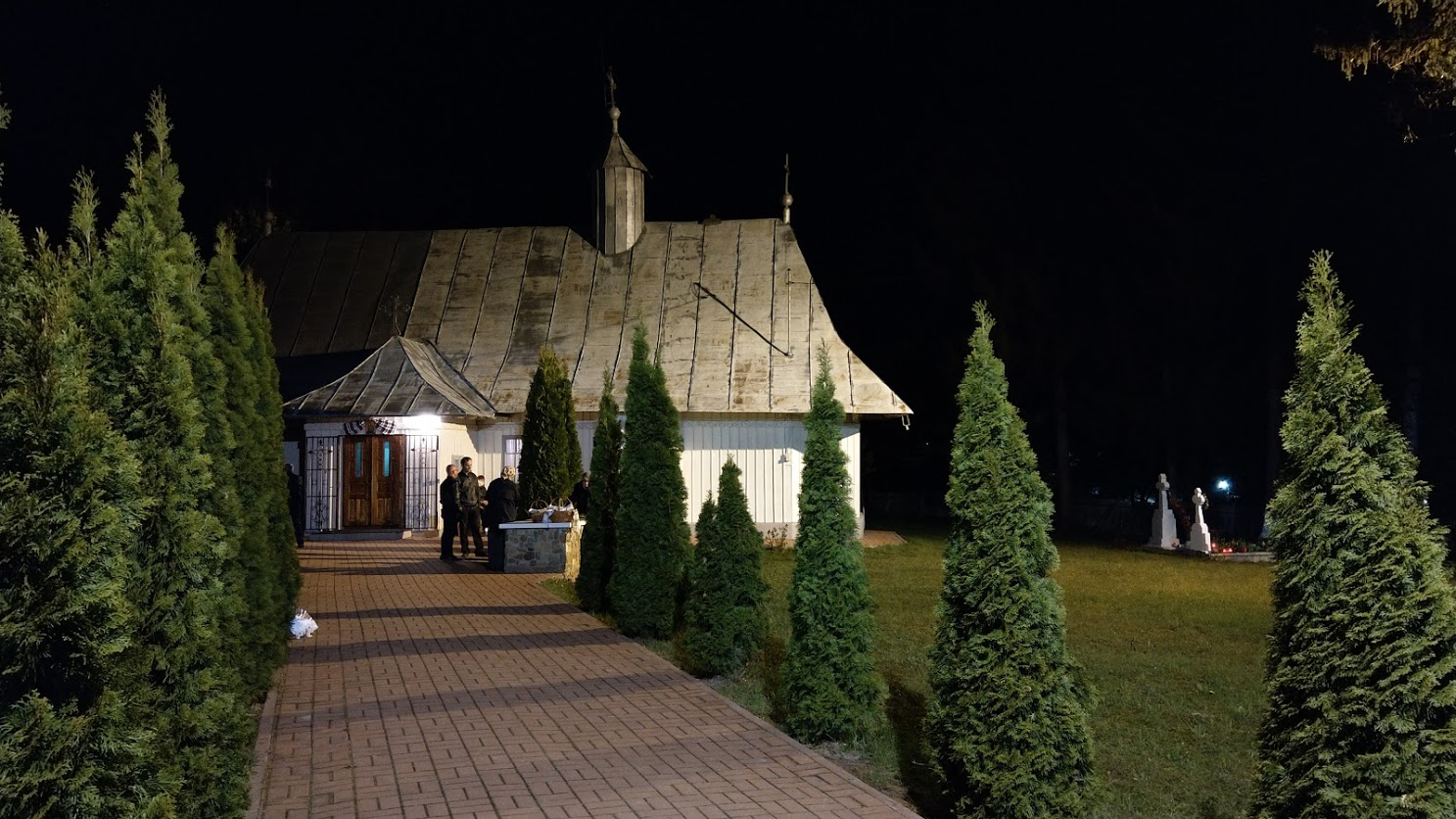
Noaptea